# Amico treno
Amico treno è stata una rivista italiana, edita dalle Ferrovie dello Stato. È stato un periodico promozionale e di informazione tematica distribuito gratuitamente a partire dal marzo 1992. 